# Future house
Future house is een housemuziekgenre dat ontstond in de jaren 2010 in het Verenigd Koninkrijk, beschreven als een fusie van deephouse, UK garage en met andere elementen en technieken van andere EDM-genres. Grondleggers van dit genre zijn Oliver Heldens, Tchami en Don Diablo. Het genre bereikte zijn piek in 2015 en de populariteit van het genre ging hierna alleen maar achteruit.
De term "future house" werd bedacht door de Franse dj Tchami en werd voor het eerst gebruikt om zijn remix uit 2013 van Janet Jacksons "Go Deep" op SoundCloud te categoriseren. Tchami gebruikte de term zonder het als een genre te beschouwen en zei in een interview uit 2015: "Future house was bedoeld als 'elke vorm van housemuziek die nog niet is uitgevonden', dus ik heb het nooit als een genre beschouwd. Ik denk dat mensen het hebben gemaakt tot wat het is omdat mijn muziek specifiek was en leidde tot het bouwen van een brug tussen house en EDM, wat geen slechte zaak is". Later, in 2016, voegde Beatport, de populaire online muziekwinkel voor dj's, Future house toe als een van de drie nieuwe genre-tags. Pionierswerk voor het genre wordt ook wel toegeschreven aan Oliver Heldens en Don Diablo.

## Kenmerken
Future house is een subgenre van housemuziek. Nummers binnen het genre worden normaal gesproken gekenmerkt door een gedempte melodie met een metalachtige, elastisch klinkende drop en frequentiegemoduleerde baslijnen. Het meest voorkomende tempo is 126 en 128 bpm, maar het kan rond de 120-130 variëren.

## Populariteit
Oliver Heldens' internationale hitparades "Gecko (Overdrive)" en "Last All Night (Koala)" zorgden ervoor dat het genre in 2014 breder bekend werd, wat leidde tot kleine vetes tussen hem en Tchami op sociale media. Artiesten zoals Martin Solveig, GTA en Liam Payne hebben sindsdien het geluid in hun werk opgenomen, waar sommigen de commercialisering van de stijl in zagen. Maar ook Mr. Belt & Wezol, Pep & Rash en Laidback Luke.

### Future bounce
Na verloop van de tijd evolueerde het genre en ontstond future bounce. Dit subgenre combineert muzikale elementen van future house met Melbourne bounce en andere big room sounds. Future bounce werd bijzonder populair in 2015 en 2016, met artiesten zoals de Nederlanders Mike Williams en Mesto als grondleggers van het subgenre. Eind 2015 bracht de Nederlandse diskjockey en producer Martin Garrix de track Bouncybob uit, in samenwerking met Justin Mylo en Mesto. Deze track is een duidelijk voorbeeld van het future bounce-geluid en speelde een belangrijke rol in het populariseren van dit subgenre. Hierna namen de Britse Curbi en de Hongaarse Dirty Palm het stokje over. Uiteindelijk stopten alle artiesten met dit genre; de eerdergenoemde artiesten richtten zich op future house, terwijl Curbi zich vooral op bass house focuste.